# Albert Thijs
Albert Thijs (Kontich, 18 maart 1894 - 1976) was een Belgisch schilder.

## Levensloop
Thijs studeerde aan de Koninklijke Academie voor Schone Kunsten te Antwerpen. Hij was een leerling van Isidore Opsomer. Hij was voornamelijk actief in het schilderen van landschappen en portretten.